# TXNニュースアイ
『TXNニュースアイ』（ティーエックスエヌ ニュースアイ、英称:TXN NEWS EYE）は、1999年10月4日から2005年3月31日まで（土日は1999年10月9日から2000年10月1日まで）放送されていたテレビ東京（TXN）製作の報道番組。2001年10月からタイトルロゴ表記のみ英語に変更。番組名の『アイ』は、初代キャスターの久和ひとみの「ひとみ」（瞳）と「EYE」（瞳の英訳）とをかけたもの。

## 略歴
前番組『TXNニュースワイド 夕方いちばん』に代わって放送開始。月 - 金曜は久和ひとみがメインで、斉藤一也・末武里佳子が脇を固める。55分間の放送で、系列局は17:24までか、あるいは17:39までの放送。よって3部構成。
冒頭に「hot eye」と題したフラッシュニュースと内容紹介、第1部の終わりにテレビ東京本社前からの全国向け天気予報とフラッシュニュース、第2部に特集とミニ企画、第3部に関東地域のニュースと天気予報、「ライフアイ」を放送。主な企画として、「トレンド見聞録」（第1部）、「ニッポン特捜記者CLUB」（第2部）、春風亭栄枝の金曜かわら版など。
為替などの市況情報が番組冒頭にさりげなく表記されるだけで、経済ニュース以外に力を入れようという姿勢が垣間みられる。また、天気予報はテレビ東京の本社前からの中継で放送。全国天気ではポケットモンスターのピカチュウ、関東ローカル天気では当時のテレビ東京のマスコットキャラクター「テレ東ロボ」をつけた差し棒で解説していた。
土日は『ニュースアイ土日特集』と題し、こちらも『夕方いちばん』からの流れで特集と「ニュース犬・ブーニーが行く」の2本立てで放送。茅原ますみと梅津智史が担当した。
（『TXNニュース THIS EVENING』時代からではあるが）年末には、系列各局（1日1局ずつ）と中継をつないで各地の年の瀬の様子を伝える「列島中継」が毎年行われていたが、2003年を最後に終了し、以後1回も行われていない。
1999年11月4日（木曜日）の放送では、全国ニュースから特集に切り替わる直前の17:25頃に、久和が「『ニュースの森』では、みなさんからの情報をお待ちしています」と発言。すぐに番組タイトルの誤りに気付き、「『ニュースアイ』では…」と訂正するハプニングがあった。

### 土日特集の廃止、久和ひとみの死去 （2000年10月 - 2001年3月）
開始から1年経った2000年10月、スタジオセットやテロップ・タイトルCG、テーマ曲を一新。2か月後のBSジャパン開局を見据え、このときからスタジオセットをハイビジョンに対応させた。さらに『THIS EVENING』時代から11年半続いた「土日特集」も、同年9月で廃止された。これにより月 - 金曜のみの放送となり、土日の放送は5分に短縮の上『TXNニュース』となり他局の土日夕方ニュース同様にストレートニュースに特化する事になる。そのため第2部の特集を第1部に繰り上げた「追跡アイ」がスタート。第2部には土日に放送していた企画などを曜日別に組み、余った時間にニュースを放送。特に『THIS EVENING』から続いてきた長寿の人気コーナー「ニュース犬が行く!」は、スタート以来初めて月 - 金曜での放送となった。第3部は経済特集（ワールドビジネスサテライトの特集の再放送）と関東の天気。
- ニュース犬が行く!
- 技ありニッポン仕事人
- 春風亭栄枝の狂歌でガツン
- ますみのほーむぺーじ（少子大国ニッポンに改称）
- チュチュチュで1週間

10月23日、久和が「体調不良」を理由として出演休止（事実上降板）。告知は前述の飛び降り局を考慮して17:25直前に行われた。降板後は斉藤と末武のみで放送を続ける。
12月1日、BSジャパンでの放送を開始、初日からハイビジョン放送を行う。
2001年3月1日、久和が死去。訃報はこの日のオープニングで伝えられた。子宮ガンによるもので、この時に初めて病名が公表された。久和はいずれ番組に復帰する方針だったため代役は一切立てず、手術後も順調に回復し同年4月に復帰できる見通しとなったため、番組関係者も復帰に向けてリニューアルの準備を着々と進めていたが、その後容態が急変。復帰を確信していた番組関係者らは、突然の訃報に悲しみにくれたといわれている。その後の1か月間も後任が決定するまでは、斉藤と末武で放送を続けた。

### 新メインキャスターとコメンテーター登場 （2001年4月 - 2002年3月）
2001年4月からメインキャスターは佐々木明子に交代。これ以降、2016年11月からの『ゆうがたサテライト』に至るまでテレビ東京系夕方ニュース枠のメイン及びサブキャスターにフリーアナウンサーやフリーキャスターは起用していなかった。また、曜日別にコメンテーターが登場、コメンテーターが専門分野について解説するミニコーナーを設けたりする。特に、月曜日の「森田が斬る」はコメンテーターが廃止されるまで続いた。
2001年4月のリニューアルによって、オープニングCGの後のヘッドラインは廃止。キャスターとコメンテーターが簡単なやりとりをしたのち、提供クレジットを挟んできょうのニュースを伝えるスタイルに変わった。なおやりとりの後の提供クレジットは、キャスター3人が立っていた場所から、それぞれ席に座るまでの時間を考慮してか、BGMが若干長めになった。第2部は「ニュースアイチェック」(番組では「アイチェック」と言っていた)として、1部で放送したニュースをさらに掘り下げるコーナーが新設された。10月には番組開始時から使用していたタイトルロゴを一新。タイトルCG・テーマ曲・テロップも再度変更され、スタジオセットも小変更された。
通常ニュースの放送に時間を割く方針を採り、2002年10月のリニューアルでは、ヘッドラインが復活。スタジオもリニューアル(大部分は先代のものを引き継いでいる)東証アローズから中継で伝える「マーケットアイ」が登場。特集は「追跡アイ」の名称を取り外して第2部に移動。第2部は「特集」となり、2002年には中国製ダイエット食品の健康被害や北朝鮮のテレビ事情を独自取材するなど、任意ネットの時間でありながらもかなり力の入った枠となっていた。また、「ここがNEW!」として、新製品やトレンドなどを紹介するコーナーも登場。「アイウォッチャー」として一般視聴者3人とテレビ電話で結んでニュースに対する意見を述べてもらうなど、同時間他局との差別化をさらに明確にしていった。
この時期から2003年3月まで、天気予報のあとに毎回天気に関する四字熟語を紹介するコーナーがあった。

### 暮らしのレシピ （2002年4月 - 2003年3月）
2002年4月に第3部に放送していた経済特集を「暮らしのレシピ」として第3部にも企画特集を組む。
- （月曜）キッチンキッチン
- （火曜）虎ノ門診療室
- （水曜）道具生活
- （木曜）都会でスローフード
- （金曜）お天気見聞録

オープニングCGの変更はないものの、オープニングCG後のBGMとスタジオのセットが若干改められた。提供クレジットのBGMはそのままだが、CM前ジングルはオープニングのBGMと同等のものとなり、またテロップ類もデザイン変更された。フラッシュニュース「NEWS CHECK」では、コーナー冒頭に流れるCGの中で必ず当日の日付を出すようにしていた。
第3部は上記のほかに「きょうのニュース」・関東地方の天気予報・「ラスト映像」などで構成された。また第3部から番組終了までは立って伝えるスタイルをとった。
また、テレビ東京のみ放送開始時間を16:55に繰り上げ。17時までを「早出しニュースアイ」を放送（9月まで）。
17:00からの放送に戻った2002年の年末、番組を第1部のみの25分間に短縮した放送が3 - 4日かけて行われた。テレビ東京では休止された17:25からはアニメなどの30分番組で補填し、18:00につなぐ形がとられた。実際翌年の4月にそれに近い形式に改編されていることから、年末の時点ですでに番組縮小が検討されていて、短縮放送はそれに向けてのシミュレーションだったと考える事が出来る。番組縮小が決定した2003年3月をもって「暮らしのレシピ」およびコメンテーターの出演は終了となった。

### 25分に縮小、金曜特集 （2003年4月 - 9月）
2003年4月から放送時間（テレビ東京とBSジャパンは月 - 木曜、テレビ東京以外のTXN各局と独立UHF局は月 - 金曜）を全国枠のみの17:00 - 17:25の25分に短縮し、同時に『夕方いちばん』以来続いてきた任意ネット枠並びに関東ローカル枠は消滅した。これにより『THIS EVENING』終了以来5年半ぶりに30分のニュース枠となった。金曜はテレビ東京とBSジャパンのみ17:00 - 17:55の55分放送で、「金曜特集」と題して放送することになる。「金曜特集」では毎月1・2回を目処に医療や食に関する特集を取り上げた。また、時間短縮と同時に末武が『Opening Bell』に異動し、佐々木・斉藤の2人体制となった。
55分時代に放送されていた「きょうのニュース」は2003年4月の短縮後も数か月存続した（天気予報の直後）。しかもここに来て全国枠で初めての登場となった。また「10年前のきょう」となることもあった。
これにちなんで、通常のニュースの時間でも数日にわたってシリーズとして医療ミスなどを特集。食に関しても「シリーズ 食の安全」や「シリーズ 食の裏側」と題してこの時期に問題となったBSEなどを幅広く取り上げた。
この時期の天気予報では、四字熟語のコーナーが「そら豆知識」（名付け親は内藤聡子本人、本人曰くダジャレをきかせたとか）に変わった。
2002年10月から2003年9月までのオープニングは非常に簡素なものとなっている。またこの形態になった当初は、医療のコーナーに「医療アイ」という名前がついていたが、すぐに使われなくなった。
また関東のみで流されていたエンディングテーマ（2003年4月からは金曜のみ）は、この時期を最後に廃止された。尚、この時期のエンディングはRieの「Mr.Dreamer」。

### ニュース項目数の増加 （2003年10月 - 2004年3月）
2003年10月には、CGによるオープニングが1年ぶりに復活した。また、番組冒頭に、2000年10月以降なんとなく終了した「hot eye」のようなニュースコーナー「Today's News」が設けられた。これはフラッシュニュースと本編内容の大まかな紹介（本編で取り扱うものには「このあと詳しく」と表示）を兼ねたもので、これにより項目数が飛躍的に増えた。この時期はそら豆知識のコーナー名がなくなり、代わりに天気予報の前に大きめのコーナーを設けた。尚以前から度々登場するウサギは、内藤聡子本人によって毎回デザインされている。この時期の天気予報は、かなりの力の入れようだった。

### よりコンパクトに、さらに医療を強化 （2004年4月 - 2005年3月）
2004年4月、2000年10月以来となるスタジオの改装を経て、リニューアル。「金曜特集」が廃止となり、テレビ東京とBSジャパンの金曜日も25分間の放送となる。またこれを機に食のコーナーを取りやめ、医療にさらに重点を置くようになった。8月まで毎月第1週を医療の週として、5日連続でひとつのテーマを取り上げた。また、毎週水曜日に「週刊医療情報局」のコーナーを設けた（しかし同年10月頃に自然消滅した）。
これまでスタジオは佐々木・斉藤コンビで放送したが、スタジオは佐々木のみで進行、斉藤はリポーターとして取材先から生中継で出演した（中継しない場合もあり）。同年10月からは赤平大も加わった。
天気予報の前にフラッシュニュースが新たに追加され、Today'ｓ Newsに加え項目数がさらに増えた。ちなみに間に挟まれる格好の本編では、3つほどに絞って取り上げている。
2005年3月31日をもって番組は最終回を迎えることとなった。なお、翌4月1日から『ニュースアイ』は『速ホゥ!』に引き継がれ、同時にテレビ東京系夕方ニュース枠から『THIS EVENING』時代から16年に渡って続いていたTXNの冠が消滅した。佐々木と赤平は「速ホゥ!」も続投した。

## 中国人窃盗団のスクープ報道
2002年5月27日、昼の『ニュースウォッチ』と当番組の番組冒頭で、中国人窃盗団の犯行から逮捕までの一部始終をスクープ映像として放送した。だがそれは後に、窃盗団の案内役である日本人男性から事前に犯行計画の情報を得ての撮影だったこと、さらにはその男性に2度現金を渡していたことが明らかになった。
詳細およびテレビ東京の対応についてはを参照。

## 放送時間の変遷
以下に記載されている時刻は全てJST
1999年10月 - 2000年9月
- 月-金曜 17:00 - 17:55（17:00 - 17:25が全国ニュース、17:25 - 17:40が特集(任意ネット)、17:40 - 17:55が関東ローカル）
- 土日（『土日特集』） 17:30 - 17:55

2000年10月 - 2002年3月
- 土日の放送が終了し、月-金曜のみの放送になる。なおこれ以降土日夕方のニュースは『TXNニュース』となり、2020年現在も放送中。
- 2001年度は冒頭1分間がローカル枠を含めたヘッドラインとなり、ネット局では差し替えられたり放送されなかったりした。

2002年4月 - 9月
- 16:55 - 17:55（16:55 - 17:00は『早出しニュースアイ』として関東ローカル放送、関東地方以外は17:00開始）

2002年10月 - 2003年3月
- 17:00 - 17:55（『早出しニュースアイ』が終了し、関東地方も含め再び17:00開始に、また関東ローカル枠が17:39開始に）

2003年4月 - 2004年3月
- 月-木曜…17:00 - 17:25（大幅縮小、関東ローカル枠がなくなり、全国一律の放送時間に）
- 金曜日…17:00 - 17:55（テレビ東京以外の全局が17:24.00で飛び降り。17:24.00以降は「金曜特集」として、関東ローカルで放送）

2004年4月 - 2005年3月
- 17:00 - 17:25（「金曜特集」が終了し、金曜日も17:25までとなる）

※重大な事件、事故などが起きた場合、全国ネット部分を17:39まで拡大して放送していた。末期の17:25終了時代は17:00 - 17:40を全国ニュース、17:40 - 17:55が関東ローカルとなる。
| 放送期間               | 放送時間 (JST)        | 放送時間 (JST)        | 放送時間 (JST)        |
| 放送期間               | 月曜 - 木曜           | 金曜                  | 土曜･日曜             |
| ---------------------- | --------------------- | --------------------- | --------------------- |
| 1999年10月 - 2000年9月 | 17:00 - 17:55（55分） | 17:00 - 17:55（55分） | 17:30 - 17:55（25分） |
| 2000年10月 - 2002年3月 | 17:00 - 17:55（55分） | 17:00 - 17:55（55分） | （放送終了）          |
| 2002年4月 - 2002年9月  | 16:55 - 17:55（60分） | 16:55 - 17:55（60分） | （放送終了）          |
| 2002年10月 - 2003年3月 | 17:00 - 17:55（55分） | 17:00 - 17:55（55分） | （放送終了）          |
| 2003年4月 - 2004年3月  | 17:00 - 17:25（25分） | 17:00 - 17:55（55分） | （放送終了）          |
| 2004年4月 - 2005年3月  | 17:00 - 17:25（25分） | 17:00 - 17:25（25分） | （放送終了）          |

## 出演者
メインキャスター・サブキャスター、リポーター
| 期間                           | 月-金曜版        | 月-金曜版            | 月-金曜版  | 月-金曜版  | 土日版               |
| 期間                           | メインキャスター | サブキャスター       | リポーター | リポーター | メインキャスター     |
| 期間                           | メインキャスター | サブキャスター       | 月 - 水    | 木・金     | メインキャスター     |
| ------------------------------ | ---------------- | -------------------- | ---------- | ---------- | -------------------- |
| 1999年10月4日 - 2000年10月1日  | 久和ひとみ       | 斉藤一也 末武里佳子1 | （不在）   | （不在）   | 茅原ますみ1 梅津智史 |
| 2000年10月2日 - 2000年10月23日 | 久和ひとみ       | 斉藤一也 末武里佳子1 | （不在）   | （不在）   | （放送終了）         |
| 2000年10月24日 - 2001年3月30日 | （不在）2        | 斉藤一也 末武里佳子1 | （不在）   | （不在）   | （放送終了）         |
| 2001年4月2日 - 2003年3月28日   | 佐々木明子3      | 斉藤一也 末武里佳子1 | （不在）   | （不在）   | （放送終了）         |
| 2003年3月31日 - 2004年3月26日  | 佐々木明子3      | 斉藤一也             | （不在）   | （不在）   | （放送終了）         |
| 2004年3月29日 - 2004年10月1日  | 佐々木明子3      | （不在）             | 斉藤一也   | 斉藤一也   | （放送終了）         |
| 2004年10月4日 - 2005年3月31日  | 佐々木明子3      | （不在）             | 斉藤一也   | 赤平大3    | （放送終了）         |

- 1 『TXNニュースワイド 夕方いちばん』から続投（末武はリポーターから）。
- 2 久和が病気療養(その後死去)のため降板。佐々木の登板までは斉藤・末武が実質のメイン代役を務めた。
- 3 『速ホゥ!』も続投（赤平はサブキャスターとして）。

「マーケットアイ」担当
- 大木香乃
- 松本かずみ
- 山内木の実
- 池谷亨
- 進藤隆富
- 梅津智史

気象キャスター
- 久保田麻三留
- 内藤聡子

「お天気研究所」担当
- 村上知奈美

リポーター
- 米田やすみ
- 鈴木文子

ナレーション（女性）
- 酒井美紀 ※女優の酒井美紀とは別人。

ナレーション（男性）
- 2003年4月 - 2004年3月：吉村誠一郎
- 2004年4月 - 2005年3月：中西俊彦

その他
- 春風亭栄枝（「金曜かわら版」、「狂歌でガツン」）
- チュチュチュファミリー（「チュチュチュで一週間」、2001年4月から2002年3月までのエンディングテーマ担当）

コメンテーター（2001年4月 - 2003年3月）
- 月：森田実
- 火：香山リカ→城戸真亜子
- 水：泉麻人→天野祐吉
- 木：紀藤正樹
- 金：山口義行

※ただし、報道特番などで放送内容の予定から大幅に変更された場合は出演しない。

## 番組ネット局
TXN系列局
- テレビ北海道
- テレビ愛知
- テレビ大阪
- テレビせとうち
- TVQ九州放送
- BSジャパン（関東ローカル枠も含めて放送。但し「早出しニュースアイ」を除く）

独立局
- 岐阜放送
- びわ湖放送
- 奈良テレビ
- テレビ和歌山

※2001年9月12日に三重テレビが前日に発生したアメリカ同時多発テロ事件の詳報のため17:40まで臨時ネットしたことがある。

### 番組ネットのTXN系列局・独立局のローカルニュースの変遷
| 放送局名       | 番組名 |
| -------------- | --- |
| テレビ北海道   | TVh道新ニュースアイ（1999年10月 - 2003年3月） おばんでスタ!（2003年4月から） |
| テレビ愛知     | ニュースアイ（愛知ローカル） |
| テレビ大阪     | 満点!しあわせテレビ（1999年4月 - 2000年9月、ニュースコーナーは2000年3月まで） ニュースアイKANSAI（2000年4月 - 2002年9月） イブニングサテライト（2002年10月 - 2004年3月） ビジネス525（2004年4月から） |
| テレビせとうち | TSCナイス5（2003年3月まで） せとうちニュースアイ（2003年4月 - 2005年3月、月-木曜） せとうちニュースアイWIDE（2003年4月 - 2005年3月、金曜）                                                            |
| TVQ九州放送    | ニュースアイ福岡 |
| GBS岐阜放送    | らぶらぶワイドぎふTODAY |